# Harley-Davidson Baja

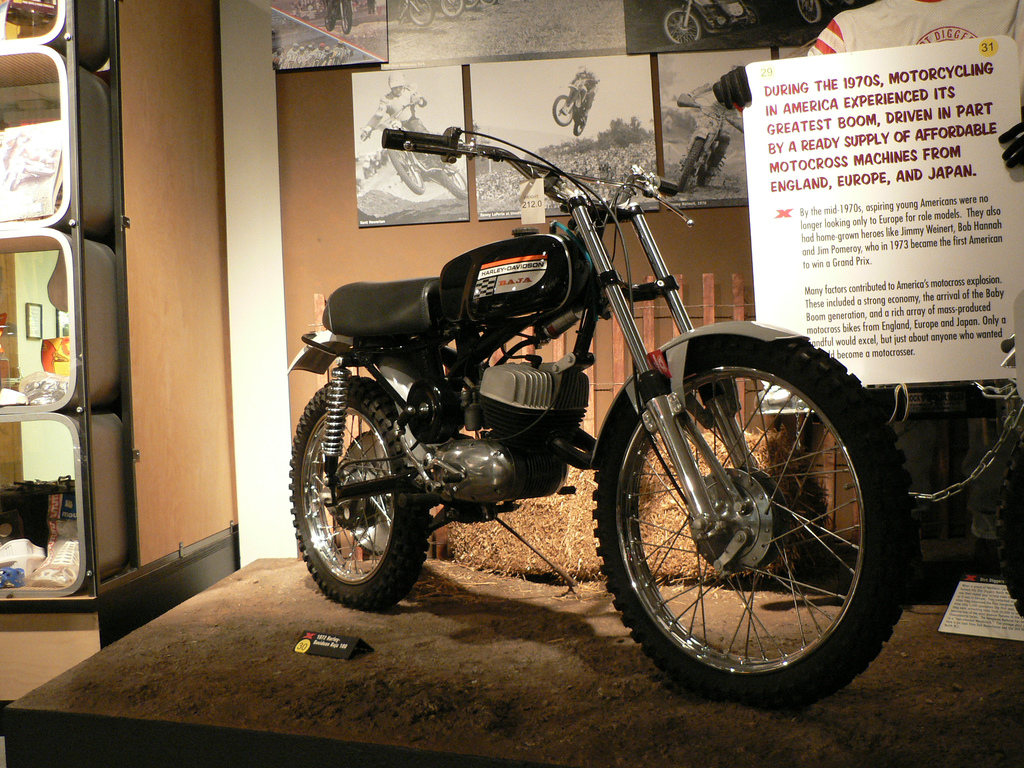
Harley-Davidson Baja

Die Harley-Davidson Baja war (neben dem nur kurzzeitig hergestellten Motocross-Motorrad MX250) das einzige Geländemotorrad von Aermacchi-Harley-Davidson; es wurde von 1970 bis 1974 gebaut, also in der Zeit der Kooperation von Harley-Davidson und dem italienischen Flugzeug- und Motorradproduzenten Aeronautica Macchi.

## Motor und Fahrwerk
Der luftgekühlte Einzylinder-Zweitaktmotor mit einem Hubraum von 98 cm³ (Bohrung und Hub 50 mm) und Umkehrspülung leistete 11,5 PS bei 8.000 min−1. Ein 24-mm-Dell’Orto-Vergaser versorgte den 9,5:1 verdichteten Motor mit Treibstoff, die Zündung übernahm ein Schwunglichtmagnetzünder. Bis zum Modelljahr 1973 erfolgte eine 1:25-Mischungsschmierung (Modell MSX), danach eine Getrenntschmierung (Modell SR).
Gestartet wurde mit einem Kickstarter; Fünfgang-Getriebe mit Kettenantrieb übernahmen die Übersetzung.
Die mit 3.00–21 Zoll (vorne) und 3.50–18 Zoll (hinten) bereifte Enduro mit einem Radstand von 132 cm war mit einer Ceriani-Teleskopfederung (vorne) und zwei Federbeinen (hinten) ausgerüstet; gebremst wurde das 96 kg leichte Motorrad durch 130-mm-Leichtmetall-Trommelbremsen.
Die Baja 100 erfreute sich bei amerikanischen Wüstenrennen großer Beliebtheit. Die Ursprünge der Entwicklung der Baja soll auf Dave Ekins und Jack Krizman, zwei kalifornische Geländespezialisten, zurückzuführen sein. Harley-Davidson gibt für das MSX-Modell eine Produktion von 3.527 und für das SR-Modell 2.382 gebaute Exemplare an.